# Macrochloa antiatlantica
A Macrochloa antiatlantica az egyszikűek (Liliopsida) osztályának perjevirágúak (Poales) rendjébe, ezen belül a perjefélék (Poaceae) családjába tartozó faj.
Korábban az árvalányhaj (Stipa) nemzetségbe volt besorolva.

## Előfordulása
A Macrochloa antiatlantica kizárólag az északnyugat-afrikai Marokkóban fordul elő.